# كلود تيري
كلود تيري (بالإنجليزية: Claude Terry)‏ مواليد 12 يناير 1950 في كاليفورنيا، هو مدرب كرة سلة أمريكي ولاعب معتزل. تم اختياره من قبل فريق فينيكس صنز خلال الدرافت. يبلغ طوله 6 قدم 4 بوصة (1.9 م). لعب مع دنفر ناغتس وأتلانتا هوكس.

## روابط خارجية
- كلود تيري على موقع إن بي أي (الإنجليزية)
- كلود تيري على موقع سبورتس رفرنس (الإنجليزية)
- كلود تيري على موقع كلية كرة السلة في سبورتس رفرنس.كوم (الإنجليزية)
- كلود تيري على موقع ريلجم (الإنجليزية)
- كلود تيري على موقع بروبوليرز (الإنجليزية)